# 吊りスカート

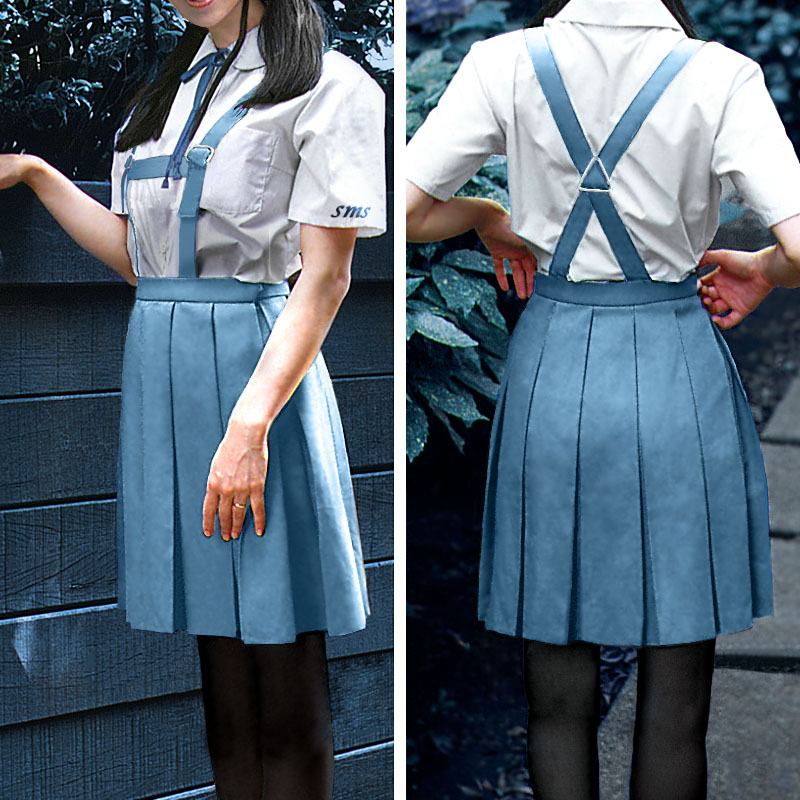
クラシックなデザインの吊りスカート

吊りスカート（つりスカート）は、ウエスト部分に取り付けた一対の紐で肩から吊り下げるようにして着用するスカートの総称である。

## 概要
アメリカではサスペンダースカート（アメリカ英語: suspenders skirt）という。日本では吊り紐のことを背中で交差された形状から「タスキ」と呼ぶ場合もあり、吊りスカートのこともタスキスカートという人もいる。
アメリカでは吊りスカートやサスペンダードレスをアメリカ英語: jumperと称し、英国ではイギリス英語: pinaforeと称す場合が多い。pinafore（ピナフォア）は、アメリカでも日本でも使われない言葉だが、訳せばエプロンドレスということになる。一方イギリス英語: jumperという言葉は、英国ではセーターのことを表し、スカートのことではない。
サスペンダーという言葉も英国ではガーターベルトのことを表す。英国でサスペンダーのことはbracesというが、この言葉もアメリカでは、歯列矯正用具などの別の意味で用いられる。
アメリカ英語: jumperはアメリカの口語であり、吊りスカートを含めてこの言葉が用いられることも多い。この影響か日本でもジャンパースカートというジャンルにまとめる人もいる。服飾世界のジャンパースカートの定義を逸脱するものではないが、拡大解釈は混乱を招く。

## 歴史
男性のズボンを支えるパーツとしてのサスペンダーは、17世紀頃のフランス上流階級で、ハイウエストに穿くズボンを支えるために考案されたようだが、このサスペンダーをスカートに最初から作り付けにしたのが吊りスカートである。エジプトの例はともかく、一般に吊りスカートは20世紀初頭に登場したという説が有力である。アメリカの1915年版の型紙集には既にハイウエストタイプの吊りスカートが掲載されていた。
本格的に流行したのは1930年代で、当時の雑誌や映画にもしばしば登場している。日本でも昭和9年頃から流行し、いわゆるモガと称された若い女性達が吊りスカートを穿いて銀座を闊歩するような写真が残っている。この時代のモガの定番は丸い帽子とセーラー服、それに吊りスカートであったようだ。
戦後吊りスカートは、主に子供服のカテゴリに採用され、学校の制服を中心に全国で見られるようになった。そして1976年頃から1982年頃に再び流行し、当時の若者向きのスカートはそのほとんどが吊りスカートであったほか、有名なデパートや一部上場企業、銀行のOLの制服にも採用された。
その後、めまぐるしい流行の変化で、徐々に吊りスカートは衰退し、学校の制服や子供服からも吊りスカートは姿を消した。しかし2005年頃からニューヨークやパリのコレクションでも再度吊りスカートが登場し、2006年以降日本でも新たなデザインの吊りスカートが若者向けのファッションとして登場している。

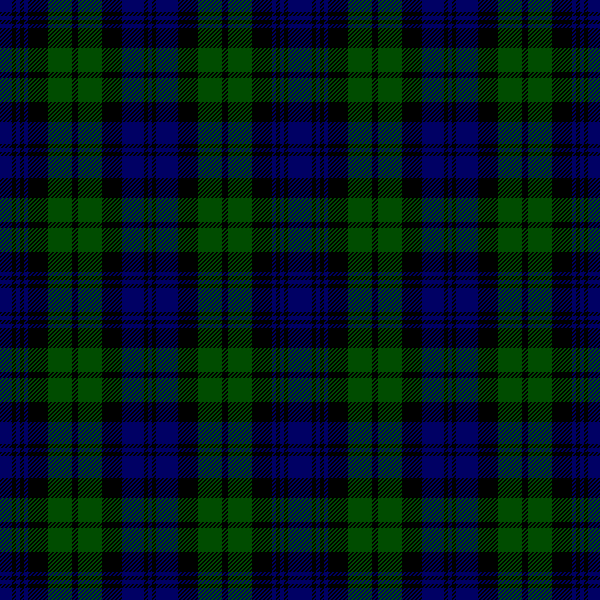
ブラックウォッチタータン

2007年になると、ハイウエストのタイトシルエット系の吊りスカートが大人のファッションとして取り込まれ、特に20代から30代女性のOLにターゲットを絞ったセレブファッションとしても扱われている。これらは黒や灰色、あるいはブラックウォッチなどのタータン系のシックな柄を用いて製作され、フォーマルな用途にも対応している。デザイン的にもボタンを中央に3つあるいは、左右に3つずつ並べただけのシンプルなスタイルが主流である。また、このタイプのハイウエスト吊りスカートは、子供っぽいイメージを払拭するために、吊り紐が前ウエストの比較的外側に付いたデザインとなっているものが多い。通常、このように紐が外側に寄っていると、紐が肩から落ち易いものだが、これらの新しい吊りスカートでは、吊り紐は身長に合わせて短くし、背中で大きく十文字に交差させて着るようになっているので、紐が肩から落ちることも少ない。若者向けのローライズに穿き、長い吊り紐をわざとずり落としたりするパンク系やルーズ系の吊りスカートとは、明らかに一線を画する大人の女の吊りスカートである。2020年頃になると左右でサスペンダーの太さが異なるものやワンショルダー(片側だけ)の吊りスカートが出てきている。

## 機能から見た経緯
サスペンダーはズボンがずり落ちないために考案されたものであり、吊りスカートも当然その機能が優先される。
子供服の場合、ウエストの定まらない年代の子供体形では、ベルトの使用は困難であるし、成長期の年代になれば、体形が僅かの間に著しく変貌し、ウエストを特定することが難しくなる。
大人の場合は、ウエストベルトで下腹部を締め付けるボディコンシャスなスカートでは、長時間の着用は健康を害するおそれもあり、ウエストで締めない吊りスカートは、長時間座って作業をするOLにとっても着心地が良いという面がある。また、動きの多いウエイトレスなどでも動き易く機能的なスカートが求められる。このような観点が、吊りスカートが子供服として、あるいは学校や企業の制服として採用された経緯である。
吊りスカートは実用面以外に着用した姿の可愛らしさから、大人の吊りスカートの場合では、見た目の女性らしさを強調する場合にも用いられる。この場合には吊り紐は全くの飾りで、紐は無くても着用できるものがほとんどである。イベントコンパニオンなどのユニフォームがその例である。近年はコンセプトカフェの制服に吊りスカートが導入されているがかつてのウエイトレスのデザインを参考にしつつ独自のデザインのものとなっている。
なお、吊りスカートを着用した場合、紐が長いと肩から落ちることがあるため、これを防止するためにブラウスの肩に吊り紐通しのタブを付けたり、吊り紐をH型にしたものもある。

## デザイン
実用面を優先する子供服や学校の制服では、スカートに一対の細紐を取り付けただけのシンプルなものが多いが、ファッション性を重んじてデザインされた吊りスカートは、吊り紐が1本だったり、逆に左右に複数本あったりするものもある。通常吊り紐は背中で十文字に交差されているが、逆に前で交差させたり、エプロンのように首の後で紐を結ぶホルターネックタイプの吊りスカートも登場した。また、吊り紐が前でH型になったデザインは、ドイツの男性用の民族衣装であるレーダーホーゼンに見られるように古くから存在し、スイスの女性用の民族衣装や、フランスや中南米諸国のハイスクールの制服として現在も多く見られる。

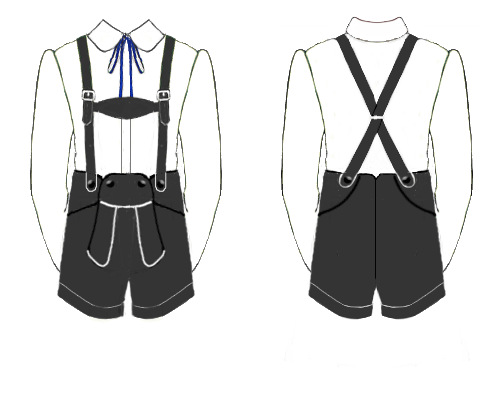
ババリア地方のレーダーホーゼン

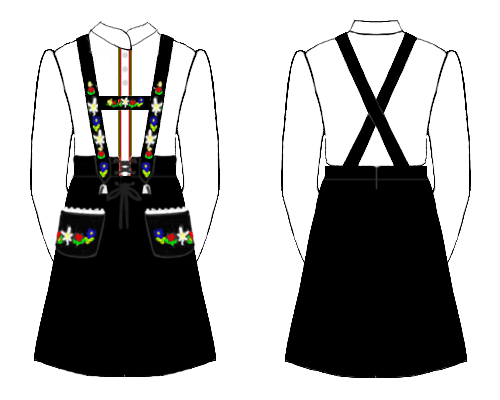
スイスの女性用民族衣装の一例

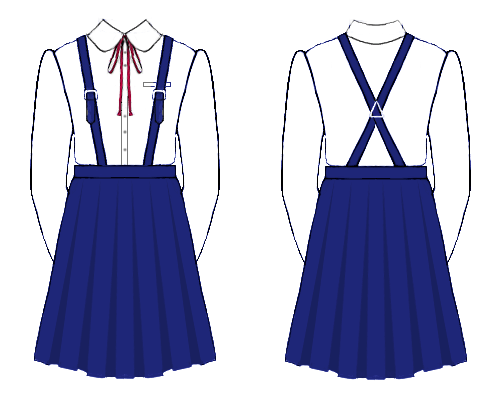
かつて、中学、高校に普通に見られた標準服のシンプルな吊りスカート

日本でも服飾デザインの世界で、ベーシックなタイプのプリーツスカートは、このようなH型の吊り紐が付いたものが一つの標準パターンになっていた時代もあり、過去において、しばしばH型吊り紐の吊りスカートが登場している。戦時中の女子青年団の制服もこのようなH型吊り紐付きの紺色のプリーツスカートであった。中原淳一が「ジュニアそれいゆ」に発表したファッションデザインには吊りスカートが多く見られ、H型吊り紐付きも見られるのは当時の流行を物語っている。
スカートに付いた吊り紐は、バックルで紐丈の調節ができるようになったものもあるが、ほとんどはボタンがけして留めるデザインである。そしてかつては、吊り紐はボタンがけされない一方の先端部分（ほとんどの場合、背中側）はスカート本体に縫い込んだり、綴じ付けてあって紐の取り外しのできないデザインが主流であった。紐がスカート本体に固定されていると、着た時のシルエットも綺麗で、ウエスト部分が引き攣れたりすることも無いが、流行が変わったり、気分的に吊りをするのに飽きたような場合には、スカート本体に綴じ付けられた吊り紐はハサミで切って取らねばならない。リサイクルショップなどに出ている吊りスカートには、吊り紐をハサミで切り落としたものが多く見られるが、これにより生地を傷める原因となる場合も多い。このためか最近のものでは、前後共にボタンがけで吊り紐の取り外しができ、好みで吊りをしたり外したりできるデザインが主流となっている。これでは普通のスカートに別パーツのサスペンダーを付けて着用するのと変わりがないと思われるが、吊り紐が取り外せるタイプのスカートでも、共布の紐が付属している場合にはそのスカートは吊りスカートのカテゴリに含まれる。なお、アメリカでは商品の解説に吊り紐の取り外しができるタイプには、必ず（detachable shoulder strap）の表記がある。
吊りスカートを商業的に多くデザインしたデザイナーとしては、金子功が挙げられる。彼の立ち上げたピンクハウスやインゲボルグなどのブランドには、多くの吊りスカートがある。近年ではもともとかわいいデザインのブラウスやワンピースを製造しているAmavel(アマベル)が吊りスカートの商品開発に力を入れている。

## 日本における吊りスカートの制服

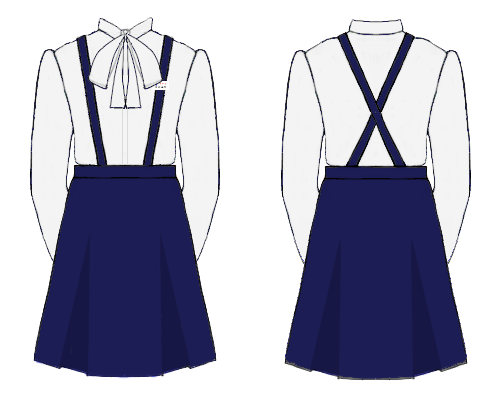
神戸海星女子学院高校制服（冬服）の吊りスカート

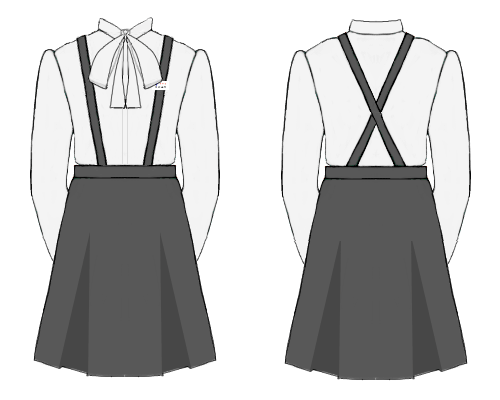
福岡海星女子学院高校制服（冬服）の吊りスカート

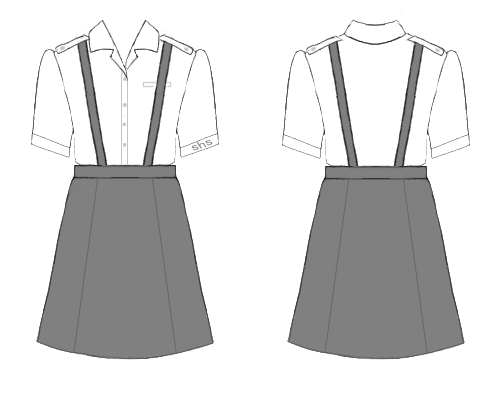
香蘭女学校の旧制服の吊りスカート

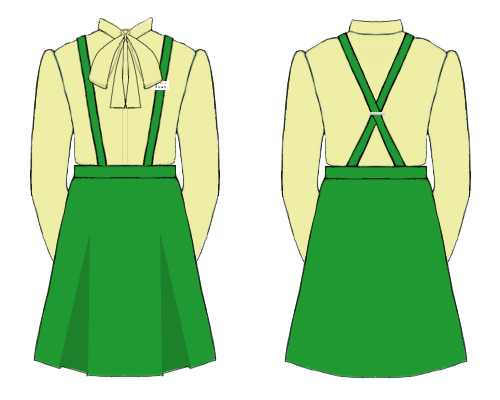
旧安田信託銀行女子行員制服（冬服）の吊りスカート

吊りスカートを制服として採用した学校、企業には次のところがあった。

### 高等学校
セーラー服の下などに吊りスカートを穿く学校は割愛。なお、’†’を付した学校は現在も吊りスカートの制服を用いている。
- 桜美林高等学校　夏服（東京）
- 大阪女子高等学校（現・あべの翔学高等学校）　冬服（大阪）
- 活水高等学校（長崎）
- 九州学院高等学校（熊本）
- 神戸海星女子学院高等学校†（兵庫）
- 香蘭女学校高等科（東京）
- 福岡海星女子学院高等学校†（福岡）
- 愛媛県立松山東高等学校　夏服（愛媛）
- 山梨県立甲府第一高等学校†

### インターナショナルスクール
- カナディアンインターナショナルスクール†（東京都）

### 企業
喫茶店やケーキ店などの個人経営店を除く。
- 旧第一勧業銀行（遠目には吊りスカート見えるが、実際には吊りスカートではなくサスペンダーを付けていた。紺色）
- 旧安田信託銀行（本格的な吊りスカートの三つ揃えスーツ：黄緑色　1979年頃に採用されていたが2年程度で変更になった。）
- 京王百貨店奉仕掛
- 西武百貨店奉仕掛
- 日産自動車本社ショールーム
- マクドナルド（ハンバーガーチェーン：スター（接客業務に従事）制服　2013年6月中旬頃までに廃止。2代続いた吊りスカートの制服が完全に廃止となりパンツルックとなる。）
- 明治サンテオレ（ハンバーガーチェーン　1987年頃に採用されていた。黄色のシャツ、赤のネクタイに紺色の吊りスカート。）

など。

### 小中学校

#### 概要
主に北陸地方、関西、中国・四国地方、九州中南部（沖縄を除く）の小学校では標準服として女子に吊りスカートの着用を求めている場合が多い。後部でクロスさせる形態のものがよく見られ、しばしば上に白のポロシャツ（胸ポケットがある）などの白いボタン付きシャツを着る。ただ、同じ自治体でも、標準服を採用している学校としていない学校が混在しているケースもある。広島市の小学校で吊りスカートの制服を採用している所が多い影響もあり、平和祈念式典で平和の鐘をつくこども代表の女子生徒（隔年、こども代表の男子生徒が鐘をつく年もある）、平和への誓いを担当する小学六年生の女性代表者は吊りスカートの制服で出席することが多い。近年SNSのInstagramやTikTok等に小学校の制服のまま踊ったり、バスケットボールのシュート練習をする女性投稿者がいるが13歳以下はアカウントを持てないので親名義のアカウントを使って親管理として投稿しているのが見受けられる。男子制服と違い上半身だけでサスペンダーが写りこむ(上げていても下ろしていても)ため閲覧者からのコメントに制服で撮るのはやめた方がいいと書かれることがある。投稿後に状況が理解できた場合に以後の動画を私服で撮ったり、過去のものは非公開で閲覧できなくする対応を取ることがある。制服を導入している公立小学校は学校の統合などでスカートのデザインが変更になっても吊りスカートの状態の物を採用しサスペンダーのないデザインを採用していない。技術的にはウエストを支える部分の状態も以前に比べ改善されてきているが昨今のジェンダーによる男女の差(上半身のサスペンダーのありなし)の解決は進まないままである。冬服のブレザーも男子の場合は生地の裏地が傷まないが、女子の場合サスペンダーで慢性的に生地の裏地が傷んでしまう原因となっている。Google Pixelの消しゴムマジックは静止画、動画の映りこませたくない他人を消して背景に編集できるが、その方法を応用してサスペンダーのある部分を編集で消すことができれば技術的にはカッターシャツの上からサスペンダーが乗っている状態を映像上ではカッターシャツだけの見た目にすることが可能である。

#### 減少傾向
宮崎市立檍中学校は、スラックスを導入したこと（スラックス選択者はブレザー選択可）により吊りスカート（従来通りのセーラー服の下にサスペンダー）と併用することになった。愛媛県立西条高等学校の新制服導入に影響を受けた西条市立西条北中学校は2020年11月の生徒総会以降体調管理をする上で不向きな冬服のセーラー服、機能していないスカートのサスペンダーを見直し新しい制服を生徒会（2022年には制服検討委員会という組織となっている）が議論している。2022年10月6日に明石スクールユニフォームカンパニーが来社の上実際の同社の制服を試着（カッターシャツ、吊りスカートから着替えた上で）した。昨今の物価高騰及び生徒のアンケートの反応を踏まえて令和7年度から西宮市立真砂中学校は夏服の吊りスカート、冬服のジャンパースカートを見直すことにした。（詳細は[https://www.fureai-cloud.jp/_view/masagoj/attach/get2/1122/1　西宮市立真砂中学校制服スカートの一部変更について）。令和7年現在吊りスカートの制服を導入している中学校の殆どは現在上級生のみ吊りスカートという状況を含む移行及び新制服一本化完了の状況にありスカートへ変更したり、スラックスを導入したりする事例などがある。2025年3月に国民民主党参議院議員伊藤孝恵が学校内民主主義法案を国会に提出したこともあり今まで学校側が決めていた校則をこの法律が施行後は児童生徒及び保護者自身が校則の制定、見直しに意見及び参加する為今まで各地で長年不要論を言われてきているスカートに附属するサスペンダーの多くがこれまで以上に早く数年以内に廃止となる可能性が高くなるものと思われる。小学校や一部の制服のモデルチェンジしてない中学校(頭髪服装指導でサスペンダーが長すぎてだらしないとかサスペンダー止めの金具を外して後ろクロスをストレート状態にすると元に戻すように注意されたり、サスペンダーを支えているボタンが取れそう、縫い付け式だと付け根のプラスチック素材が割れそうなどの指摘がありえる)で長年の慣例でサスペンダーを上げた状態で生活することがルールとなっているが下げた状態のデメリットを明確に説明できる教員(特に男性)が少ないのが実情である。第27回参議院議員通常選挙当選者でれいわ新選組参議院議員奥田芙美代が全国の学生から意見を募り校則の廃止に力を入れている。

#### 多様化（男女関係なく選択可能に）
福岡県みやま市にあるみやま市立瀬高小学校が、2020年（令和2年度）の開校とあわせて「制服選択制」を導入することが確認されており、同小学校に入学する新入生（1年生）は新しい制服を着用する。
熊本県菊池郡大津町では、令和2年度（2020年4月）以降、7校ある小学校で児童が着用する標準服・制服について、男女関係なく半ズボンかスカートかを選ぶことができる「選択制」を導入する。石川県の制服販売店は吊りスカートから新しいタイプのズボンにするとどうなるかの動画を作成している。 https://www.instagram.com/schoolwear_fukufukuland/reel/DLW3s-_J3hp/

## 各国の吊りスカート
ヨーロッパ諸国でも日本と同様、制服や子供服として吊りスカートが見られた。フランスではリセと呼ばれる上級のハイスクールの制服として吊りスカートが採用されていた。ドイツでは少年少女合唱団の女子制服に吊りスカートが採用されているところがあるし、また、スイスやエストニアの民族衣装には吊りスカートがある。
アメリカでは1960年代まで、飲食関係の店の制服に吊りスカートは広く用いられたほか、ファッション雑誌などにも子供からヤングミセスまでの様々な年齢層向けの吊りスカートが紹介されていた。最近では再度流行し、若者向けの新作、レトロな復刻スタイルが人気を呼んでいる。
中南米諸国では、キューバ、ジャマイカ、ニカラグア、ペルーの学校の制服に多く見られる。特にペルーでは、小学校から高校まで、公立学校も私立学校もほとんどの学校で、灰色の2本ボックスプリーツでH型の吊り紐の付いた吊りスカートが制服として採用されている。またガールスカウト(ガールガイド)の制服にも吊りスカートを採用している国もある。
アジアでは、韓国や北朝鮮、台湾、タイ、インド、ミャンマー、ベトナム、マレーシアの小学校の制服に吊りスカートが存在するが、高校の制服としてはフィリピンに何例か存在し、H型吊り紐付の吊りスカートを採用している。また、韓国の忠南外国語高等学校の制服も数年前までは吊りスカートであったが校則の改正があったのかサスペンダーのない同型のスカートに変更されている。この他中国では、高級レストランやホテルの女性従業員の制服として、黒のタイトシルエットの吊りスカートが用いられることが多い。
アフリカ諸国では、レソト、マラウイ、マダガスカルの小学校から高等学校の制服にサロペットスカート（胸当て付きの吊りスカート）が見られる。どの国も同じようなデザインで、色もベージュ色で共通である。

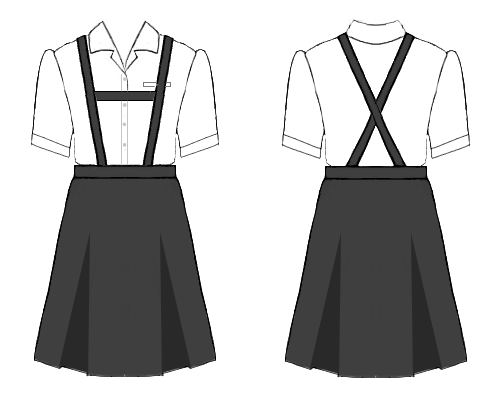
ペルーのハイスクール制服の吊りスカート